# Jan van Kessel II

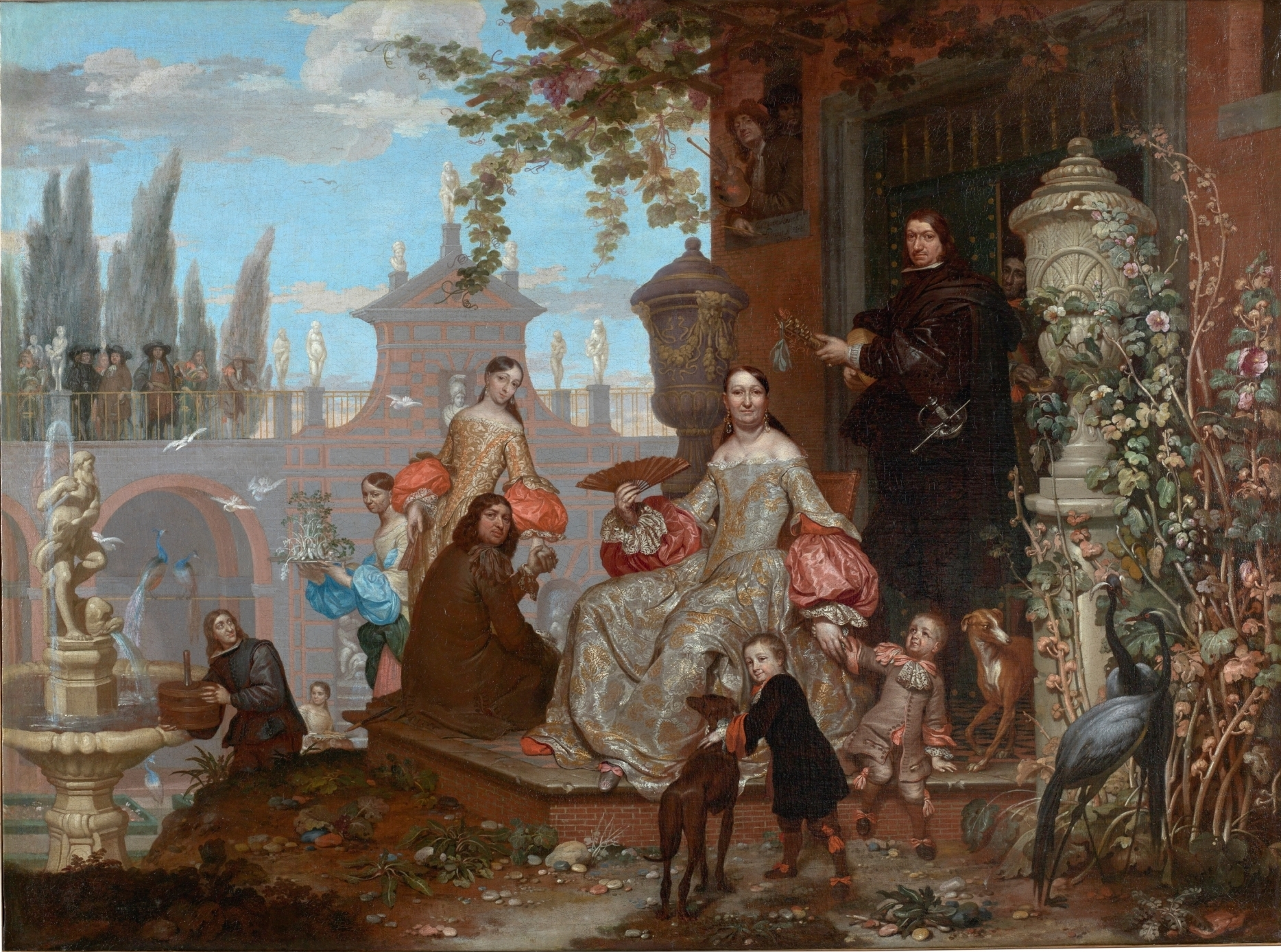
Retrato de familia, 1679, óleo sobre lienzo, 127 x 167 cm, Madrid, Museo del Prado. En este animado retrato colectivo en un jardín, el pintor se autorretrató asomado a la ventana.

Jan van Kessel el Mozo o el Joven y también Jan van Kessel II (Amberes, 1654 Madrid, 1711), conocido en España como Juan Vanchesel, fue un pintor de origen flamenco establecido en Madrid en 1679. 

## Biografía y obra
Hijo del homónimo Jan van Kessel el Viejo, pintor de flores y animales, llegó a Madrid acompañando a una familia noble flamenca de la que dejó un par de retratos colectivos en un jardín (Museo del Prado y Museo Nacional de Varsovia, ambos fechados en 1679) en los que, como observó Antonio Palomino, se autorretrató asomado a una ventana en el acto de escribir su firma, «que a no tener esta circunstancia, fuera reputado por Van-Dick».
Pintor ad honorem de la reina María Luisa de Orleáns en 1683 y, más adelante, también pintor del rey, cargo por el que pagó la media anata el 28 de marzo de 1686, trabajó con Isidoro Arredondo y Sebastián Muñoz en la decoración de la Galería del Cierzo del cuarto de la Reina en el viejo Alcázar de Madrid, donde le correspondieron dos de las historias de Psique y Cupido: Psiquis llevada al palacio de Cupido y Psiquis en el desierto «poblado de fieras», según Palomino, que elogiaba especialmente esta escena «en que pintó algunos leones, tigres, y otras fieras, con un buen pedazo de país». Leal a la anterior dinastía, a la muerte de Carlos II Van Kessel acompañó con cargo de ayuda de la furriera de la reina viuda a Mariana de Neoburgo a Toledo, donde se alojó algún tiempo en casa de José Jiménez Ángel. Retornado a Madrid, llegó a retratar a Felipe V, aunque según dice Palomino, «no con tanto acierto como se esperaba». Falleció en Madrid, sin testar, en 1711, en casa de su hermana, Juana Catalina, casada con un archero de la guardia real, que todavía en 1724 percibieron algunas cantidades adeudadas a Jan van Kessel por sus servicios como ayuda de la furriera.

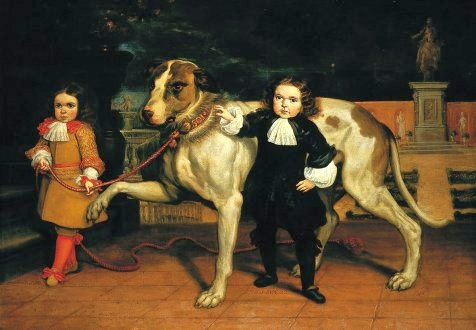
Enanos con un perro, óleo sobre lienzo, 142 x 205 cm, Museo Nacional de Poznan.

De su producción en España, al parecer centrada principalmente en el retrato, destaca el de dos Enanos con un perro del Museo Narodowe de Poznan, con el jardín de la Reina del Buen Retiro y la estatua ecuestre de Felipe IV al fondo, en el que Pérez Sánchez advierte la influencia de Carreño. De su actividad como retratista de la corte se conservan en colección privada dos delicados retratos de Carlos II y Mariana de Neoburgo ante un paisaje, procedentes de la colección del duque del Infantado donde, al parecer, los pequeños retratos —de 29,5 cm de diámetro cada uno— se encontraban inscritos en una guirnalda de flores. Especializado en miniaturas y pequeños retratos, se conocen también dos curiosas miniaturas con los retratos a lo divino de Carlos II y Mariana de Neoburgo representados como Fernando III el Santo y Santa Elena.
Se le atribuye la Vista de la Carrera de San Jerónimo y el Paseo del Prado con cortejo de carrozas (c. 1680), en la actualidad depositada en el Museo Thyssen-Bornemisza de Madrid, ubicado en el mismo lugar retratado en el cuadro.